# 基兴西滕巴赫
基兴西滕巴赫是德国巴伐利亚州的一个市镇。总面积43.19平方公里，总人口2184人，其中男性1083人，女性1101人（2011年12月31日），人口密度51人/平方公里。